# Imunosni sustav
Imunosni sustav  je sustav organa koji štiti organizam od napada stranih mikroorganizama (virusa, bakterija, gljivica i parazita), njihovih kemijskih supstanci (toksina), kao i vlastitih izmijenjenih (npr. tumorskih) i istrošenih stanica.
Imunološi sustav sastoji se od organa razmještenih po čitavom tijelu i stanica koje sudjeluju u imunosnim reakcijama, koje se mogu kretati po čitavom tijelu.
Organi imunološkog sustava su koštana srž, timus i limfni čvorovi. 
Razlikujemo dvije vrste imunosti:
- nespecifična, prirođena imunost
- specifična, stečena imunost, koja može biti stečena aktivno ili pasivno, te stečena umjetnim ili prirodnim putem:
  - prirodno stečena:
    - pasivno - npr. antitijela majke koje novorođenče dobije majčinim mlijekom
    - aktivno - npr. antitijela koja imunosni sustav proizvede i koja ostaju u tijelu nakon infekcije

  - umjetno stečena:
    - pasivno - npr. unos gotovih proizvedenih antitijela, kako bi se spriječila infekcija ili trovanje (profilaksa - zmijski ugriz, tetanus, bjesnoća)
    - aktivno - npr. imunizacija (cijepljenje)

Prirođena imunost čini prvu liniju obrane organizma, postoji prije kontakta s uzročnicima bolesti i reagira na isti način prema svakom štetnom agensu. Stečena imunost razvija se u kontaktu s uzročnicima bolesti, ne postoji prije prvog kontakta i potrebni su dani, tjedni ili mjeseci da bi se razvila. Ove dvije vrste imunosti ne djeluju odvojeno jedna od druge, već se međusobno nadopunjavaju. Nespecifična imunost određuje vrstu specifičnog imunosnog odgovora, dok specifična imunost dalje usmjerava i pojačava nespecifičnu. Zahvaljujući ovom uzajamnom djelovanju imunosni sustav posjeduje sposobnosti:
- razlikovanja vlastitog od tuđeg - imunosna tolerancija
- imunosna memorija (specifična imunost)
- samoograničenja
- specifičnosti (specifična imunost)
- raznovrsnosti (specifična imunost)

## Podjela
Imunološki sustav podijeljen je na:
- nespecifični, prirođeni
- specifični, stečeni.

Na osnovi prirode imunosnog odgovora može se podijeliti i na:
- humoralna imunost, čine je antitijela koja izlučju B limfociti i cirkulirajući efektorski proteini.
- stanična imunost čine je T limfociti, fagociti i NK stanice

## Nespecifična imunost
Nespecifična imunost čini prvu crtu obrane organizma, postoji prije kontakta s uzročnicima bolesti i reagira na isti način prema svakom štetnom agensu. Nespecifičnu zaštitu organizma čine:
- anatomske i fizološke barijere
- efektorske stanice nespecifične imunosti
- cirkulirajući efektorski proteini
- citokini
- upalna reakcija
- intraepitelni B i T limfociti (ovi limfociti su dio nespecifične imunosti)

### Anatomske i fiziološke barijere opće (nespecifične) imunosti

#### Koža
Ljudski organizam prekriven je s oko 2 m2 kože, koja pruža fizikalnu i kemijsku prepreku infekciji. Mali broj mikroorganizama može proći kroz kožu, jer se površinski sloj kože sastoji od gustog sloja stanica keratinocita. Ove stanice proizvode keratin, i od ovog proteina su sagrađene dlake na površini kože i nokti. Ove strukture mikroorganizmi ne mogu razgraditi enzimima. Stalna izmjena površinskog sloja kože, zajedno za mrtvim epitelnim stanicama, sprečava naseljavanje mikroorganizama na koži. Koža je stalno izložena vanjskim faktorima, što dovodi do njene suhoće, a samim tim stvara nepovoljne uvjete za mikroorganizme. Koža ima optimalnu pH vrijednost od 5-6 što je nepovoljna (prekisela) sredina za stvaranje kolonija većine mikroorganizama.
Često pranje (tuširanje, kupanje) sprečava nastanak kolonije mikoorganizama. Sekret lojnih žlijezda kože zadržava patogene mikroorganizme na površini kože, dok su znojne žlijezde odgovorne za nižu pH vrijednost površine kože.

#### Sluznica
Ukupno oko 400 m2 mukozne sluznice očiju, dišnog ili respiratornog sustava, probavnog ili gastrointestinalnog sustava, kao i urogenitalnog sustava može se u velikoj mjeri obraniti od mikroorganizama. Epitelne stanice sluznice luče supstance koje su toksične za bakterije, kao npr. lizozim, defenzini. Jedna od antibakterijskih supstanci, lizozim, poznatiji kao prirodni antibiotik tijela, (enzim također poznat pod nazivom muramidaza) može uništiti staničnu stijenku bakterije. Lizozim se izlučuje putem sline, suza i znojnih žlijezda, djeluje napadajući peptidoglikan, komponentu stanične stijenke, hidrolizom alfa (1 → 4) veze N-acetilmuramične kiseline i N-acetilglukozamina. Defenizni su supstance šrokog antibiološkog spektra. Stanice crijevne sluznice luče pored defenzina i kriptocidine, koji također imaju antibakterijsko djelovanje. Dodatnu zaštitu pružaju i stanice specifične imunosti, B limfociti koji proizvode i oslobađaju sekretorne imunoglobuline A. Slina i želučna kiselina sprečavaju prodor bakterija preko gastrointestinalnog trakta.
Intraepitelni B i T limfociti (sadrže γ i δ lance u T staničnom receptoru). Ovakvi T limfociti prepoznaju ugljikohidratne i lipidne molekule na površnini različitih bakterija, dok B limfociti antitijela. Sluznica respiratornog sustava također sudjeluje u obrani od mikroorganizama.
Čovjek dnevno udahne do 8 mikroorganizama u minuti, odnosno 10.000 mikroorganizama na dan. Protok zraka kroz kanale dišnog sustava, je vrlo turbulentan, što dovodi do toga da se mikroorganizmi zalijepe za membrane sluznice respiratornog sustava. Cilije, odnosno sitne male dlačice (trepetljike), djeluju kao metle i pomažu da se ovi mikroorganizmi sakupe na jedno mjesto i izbace izvan organizma. Jedan od najvećih problema koje organizam pušača ima, je taj što cilije, vremenom i dugoročnim pušenjem, budu prekrivene slojem nikotina, što ih sprečava da budu mobilne i da rade kao metle, te mikroorganizmi koji uđu u respiratorni sustav, ne mogu biti izbačeni van.
U mokraćnom sustavu, uz spomenute načine zaštite, dodatno se i mokrenjem uklanja dio bakterija u donjim mokraćnim putevima.
Sluznice naseljavaju različite bakterije koje čine bakterijsku (komenzualnu) floru. One svojom prisutnošću sprečavaju naseljavanje patogenih bakterija, uklanjaju toksine patogenih bakterija i stalno stimuliraju obrambeni sustav.

### Efektorske stanice nespecifičnoog imunološkog sustava
Sve stanice koje su odgovorne za imunost nazivaju se leukociti, odnosno bijele krvne stanice. Svi leukociti vode porijeklo od koštane srži i jetre fetusa, te iz ova dva izvora migriraju u različite dijelove organizma, gdje se razvijaju i diferenciraju, što znači da postaju specifične stanice. Na primjer, neke stanice zauvijek migriraju u tkiva, i obavještavaju organizam kada dođe npr. do posjekotine, upale ili infekcije. Svi leukociti u datom organizmu surađuju jedni s drugima u cilju obrane organizma. Od leukocita u nespecifičnom imunosnom sustavu sudjeluju:
- Stanice prirodne ubojice (engl. natural killer cells) - bitne su u slučaju da dođe do infekcije stanica virusom ili njene maligne alteracije.
- Mononuklearne stanice, su monociti i makrofagi.
  - Monociti su mononuklearne fagocitne stanice, koje nastaju u koštanoj srži, ulaze u krvožilni sustav, gdje cirkuliraju oko 8 do 10 sati, migriraju u tkiva, i pretvaraju se u zrele makrofage.
  - Makrofagi posjeduju receptore za antitijela koja se vežu za površinu stranih čestica i procesom koji se naziva opsonizacija poboljšavaju efikasnost procesa fagocitoze.
- Granulociti su stanice nepravilnog oblika, još se nazivaju i polimorfnim nuklearnim leukocitima. Granulocite se dijele na: 
  - Neutrofilne granulocite (neutrofile), koji djeluju putem fagocitoze, i imaju receptore za određena antitijela. Kada dođe do oštećenja tkiva ili organizma, neutrofili migriraju na mjesto oštećenja, gdje zajedno s makrofazima imaju ulogu fagocitnih stanica.
  - Eozinofilne granulocite (eozinofile), koji djeluju tako što otpuštaju histamin, glavni bazični protein i razne hidrolitičke enzime. Imaju visok stupanj afiniteta za imunoglobuline (antitijela) i vrlo često su prekriveni IgE antitijelima. Eozinofili igraju važnu ulogu u borbi organizma protiv parazita, naročito helminta, a jedan su od ključnih faktora u razvoju alergijskih reakcija (naročito astme).
  - Bazofilne granulocite (bazofile), koji djeluju tako što otpuštaju histamin, proteoglikane i različite citokine na odgovarajuće podražaje. Pokazano je da su bazofili važan izvor jednog citokina, interleukina 4, bitnog za razvoj alergija i proizvodnju IgE antitijela.

### Cirkulirajući efektorski proteini
Cirkulirajući efektorski proteini su humoralni faktori imunosti prisutni u krvi i izvanstaničnoj tekućini. U ovu grupu spadaju:
- sustav komplemenata
- proteini akutne faze upale
- lizozim
- properdin
- bazni proteini: spermin, spermidin, protamin, histon itd.

Oni igraju važnu ulogu u procesima:
- opsonizacije, koja olakšava fagocitranje bakterija
- kemotaksije, usmjeravanje kretanja stanica imunosnog sustava prema mjestu infekcije
- liziranja bakterija, komplementi formiranjem terminalnog litičkog kompleksa uništavaju bakterije.

### Citokini
Su različite kemijske tvari koje proizvode različite stanice organizma, a osnovna uloga im je u međustaničnom komuniciranju.
U nespecifičnom imunosnom odgovoru uključeni su sljedeći citokini:
- interferon α i interferon β - značajni su u borbi protiv virusa
- interleukin 1, TNF faktor ili faktor nekroze tumora, kemokini - značajni su medijatori upale
- interleukin 15, interleukin 12 - aktiviraju NK limfocite ili prirodne ubojice
- interferon γ - aktivira makrofage
- interleukin 10, transformirajući faktor rasta ß - značajni su za ograničavanje imunosnog odgovora
- interleukin 6 - stimulira proliferaciju neutrofilnih granulocita, kao i stvaranje proteina akutne faze upale u jetri itd.

### Upalna reakcija
Upale je nespecifična obrambena reakcija na oštećenje tkiva fizičkim, kemijskim, biološkim agensima, sa zadatkom da se ukloni uzročnika upale i regenerira (ili reparira) oštećeno tkivo.

## Specifična imunost
Specifična imunost razvija se u kontaktu s uzročnicima bolesti, ne postoji prije prvog kontakta i potrebni su dani, tjedni ili mjeseci da bi se razvila.

### Efektorske stanice specifične imunosti
Limfociti predstavljaju veliku grupu stanica u specifičnom imunosnom sustavu. Limfociti se dalje dijele na:
T stanice, tj. T limfocite (porijeklom iz timusa)
B stanice, tj. B limfocite (porijeklom iz koštane srži, eng. bone marrow )

### Cirkulirajući efektorski proteini
Sustav komplemenata koji je već spomenut kod nespecifične imunosti pripada također i specifičnoj imunosti.

## Organi i tkiva imunosnog sustava
Na osnovu funkcija organi i tkiva imunološkog sustava se dijele na primarne i sekundarne. 
Primarni organi i tkiva su mjesta gde se limfne stanice proizvode i diferenciraju. Tako je timus primarni limfni organ, dok je koštana srž primarno limfno tkivo.
Sekundarni organi i tkiva su ona mjesta na koja limfne stanice migriraju, dolaze u kontakt s antigenima i postaju specifične limfne stanice. Tako su, na primer, slezena i limfni čvorovi sekundarni limfni organi, dok su sekundarna limfna tkiva ona udružena sa sluznicama (eng. Mucosa Associated Lymphoid Tissue - MALT).

## Poremećaji imunološog sustava
U poremećaje imunološkog sustava spadaju autoimune bolesti, alergije, imunodeficijencije. Pojednostavljeno kod autoimunih bolesti poremećena je tolerancija prema vlastitom tkivu, kod alergijskih reakcija imunološki sustav preburno i krivo reagira, a kod imunodeficijencija imunološi sustav je oslabljen.